# Owen Otasowie
Ebeguowen "Owen" Otasowie (* 6. ledna 2001 New York) je americký profesionální fotbalista hrající na pozici obránce či záložníka za belgický tým Club Brugge a za reprezentaci Spojených států amerických.

## Klubová kariéra

### Wolverhampton Wanderers
Po dvou letech strávených v akademii Wolves Otasowie debutoval ve prvním týmu jako náhradník v závěrečném zápase skupiny Evropské ligy UEFA 2019/20 proti Beşiktaşi 12. prosince 2019.
15. prosince 2020 debutoval v Premier League, když v druhém poločase nahradil Leandera Dendonckera při domácím vítězství 2:1 nad Chelsea. V zápase asistoval při srovnávacím gólu Wolves, který vstřelil Daniel Podence. Otasowie debutoval v základní sestavě v dalším kole, a to 21. prosince 2020 v utkání proti Burnley.

### Club Brugge
Dne 20. srpna 2021 přestoupil Otasowie do belgického klubu Club Brugge KV, se kterým podepsal smlouvu do června 2025. Částka za přestup se odhaduje na 4 milióny euro.

## Reprezentační kariéra
V listopadu 2020 obdržel první pozvánku do reprezentace Spojených států na zápasy proti Walesu a Panamě. Debutoval 12. listopadu 2020, když nastoupil v 87. minutě zápasu proti Walesu.

## Statistiky

### Klubové
K 27. prosinci 2020
| Klub                        | Sezóna  | Liga          | Liga   | Liga | FA Cup | FA Cup | EFL Cup | EFL Cup | Evropské poháry | Evropské poháry | Ostatní | Ostatní | Celkem | Celkem |
| Klub                        | Sezóna  | Liga          | Zápasy | Góly | Zápasy | Góly   | Zápasy  | Góly    | Zápasy          | Góly            | Zápasy  | Góly    | Zápasy | Góly   |
| --------------------------- | ------- | ------------- | ------ | ---- | ------ | ------ | ------- | ------- | --------------- | --------------- | ------- | ------- | ------ | ------ |
| Wolverhampton Wanderers U21 | 2019/20 | —             | —      | —    | —      | —      | —       | —       | —               | —               | 3       | 0       | 3      | 0      |
| Wolverhampton Wanderers U21 | 2020/21 | —             | —      | —    | —      | —      | —       | —       | —               | —               | 2       | 0       | 2      | 0      |
| Wolverhampton Wanderers U21 | Celkem  | Celkem        | 0      | 0    | 0      | 0      | 0       | 0       | 0               | 0               | 5       | 0       | 5      | 0      |
| Wolverhampton Wanderers     | 2019/20 | PremierLeague | 0      | 0    | 0      | 0      | 0       | 0       | 1               | 0               | —       | —       | 1      | 0      |
| Wolverhampton Wanderers     | 2020/21 | PremierLeague | 6      | 0    | 0      | 0      | 0       | 0       | —               | —               | —       | —       | 6      | 0      |
| Wolverhampton Wanderers     | Celkem  | Celkem        | 6      | 0    | 0      | 0      | 0       | 0       | 1               | 0               | 0       | 0       | 7      | 0      |
| Celkem                      | Celkem  | Celkem        | 6      | 0    | 0      | 0      | 0       | 0       | 1               | 0               | 5       | 0       | 12     | 0      |

1. 1 2  Zápasy v EFL Trophy
2. ↑  Zápasy v Evropské lize UEFA

### Reprezentační
| Spojené státy | Spojené státy | Spojené státy |
| Rok           | Zápasy        | Góly          |
| ------------- | ------------- | ------------- |
| 2020          | 1             | 0             |
| Celkem        | 1             | 0             |